# Марі-Луїзе Горн
Марі-Луїзе Горн (нім. Marie-Louise Horn; 15 березня 1912 — 26 липня 1991) — колишня німецька тенісистка.
Найвищу одиночну позицію світового рейтингу — 8 місце досягла 1932, A. Wallis Myers року.
Найвищим досягненням на турнірах Великого шолома був фінал в змішаному парному розряді.

## Фінали турнірів Великого шолома

### Мікст: 1 (1 поразка)
| Результат | Рік  | Турнір            | Покриття | Партнерка     | Суперниці               | Рахунок  |
| --------- | ---- | ----------------- | -------- | ------------- | ----------------------- | -------- |
| Поразка   | 1937 | Чемпіонат Франції | Ґрунт    | Roland Journu | Сімонн Матьє Ївон Петра | 5–7, 5–7 |